# 松尾純
松尾 純（まつお じゅん、1976年 - ）は、日本の写真家、旅行作家。

## 来歴・人物
1976年、広島県生まれ。女子美術大学デザイン科卒。19歳の頃から一眼レフを持って世界を旅する。50以上の国と地域での撮影経験を持ち、ラダック、チベット自治区などチベット文化圏やモンゴルを中心に撮影活動を行う。ニコンカレッジ講師。

## 写真集
- 夜明けの言葉 (日本語)  – 写真担当 2011年 大和書房出版 ISBN 4479392157
- 撮り・旅! 地球を撮り歩く旅人たち - 共著 2014年 ダイヤモンド社出版 ISBN 4478046158
- クゼゥゲ・クシュ - 2018年
- LADAKH LADAKH - 共著 2019年 TRIP TRIP BOOKS出版

## 写真展
- Yin＆Yang - 2003年 広島銀行舟入支店
- ラダック・ザンスカール - 2004年 M’s GROWN
- Spirit Of ASIA - 2005年 TENGU SQUARE
- 北のタルチョ南のタルチョ - 2007年 247 photography Roonee
- JPA「日本写真作家協会公募展 - 2008年 広島県立美術館
- PHOTO VOLUNTEER JAPAN「写真家達によるチャリティー写真展」 - 2006年～2012年 富士フイルムフォトサロン
- 広島県人写真展 - 2015年 ギャラリーコスモス
- Nikonフォトカルチャーウィーク「CROSSING展」 - 2015年 ニコンサロンbis大阪
- クゼゥゲ・クシュ - 2018年 大阪ニコンサロン
- クゼゥゲ・クシュ - 2018年 銀座ニコンサロン